# Kettlethorpe (West Yorkshire)
Kettlethorpe – wieś w Anglii, w hrabstwie ceremonialnym West Yorkshire, w dystrykcie metropolitalnym Wakefield. Leży 81 km na południowy wschód od miasta Leeds i 200 km na północ od Londynu.